# Sfânta Petronilla
Sfânta Petronilla (Aurelia Petronilla) a murit ca martiră creștină la Roma, la sfârșitul sec. I; este o figură venerată ca fecioară și martiră (martoră) de majoritatea bisericilor creștine. Ea ar fi fost convertită de apostolul Petru la Roma. A fost probabil o membră a familiei dinastice Flaviene, descendentă a lui Titus Flavius Petro. A fost înmormântată în catacombele Domitillei, situate pe via Adreatina. Sfinții Nereu și Ahile au fost înmormântați alături de ea mai târziu (circa 96). 
Este o sfântă creștină sărbătorită pe 31 mai. 

## Numele
Liber Pontificalis reface astfel inscripția gravată pe sarcofagul său: 
„Aureliæ Petronillæ Filiæ Dulcissimæ («Aurélia Pétronilla scumpă fiică»)”
. Acest sarcofag de marmură care exista încă în momentul transferului rămășițelor sale în bazilica papală ordonat de papa Paul I (757-767) este acum pierdut. Inscripția acestui sarcofag, precum și un manuscris de Petrus Sabinus din Veneția, arată că Petronilla a fost numită Aurelia Petronilla. Ea s-a născut dintr-o căsătorie a unui membru al familiei patriciene Flavia cu o membră a familiei patriciene Aurelia, sau invers. 
Un set de elemente converg pentru a indica faptul că a fost un membru al familiei dinastice a Flavienlor, dintre care trei membri vor deveni împărați. A fost înmormântată pe o proprietate care, pe vremea lui Domitian, aparținea Flaviei Domitilla, deși există dezbateri cu privire la faptul dacă aceasta din urmă era nepoata lui Titus Flavius Clemens sau soția sa. Tradiția creștină a păstrat ideea că era descendentă a lui Titus Flavius Petro, bunicul lui Vespasian. În Epistola lui pseudo-Titus, discipolul Tit, autor pseudepigrafic al scrisorii, este prezent la el acasă. El intervine pentru a-l interoga pe apostolul Petru și a-i cere vindecarea. Același lucru în Faptele lui Nereu și Achille. Or Tit este prescurtarea de la Titus, praenomen-ul purtat de toți bărbații cunoscuți ai familiei Flavia. Textele creștine o prezintă inteligent, ca pe "fiica lui Petre", care este o dublă referință: la cel care i-a dat numele și care avea să fie numit Petro (Petru în latină ) — și, de asemenea, la apostolul Petru, ca fiind fiica spirituală a acestuia, deoarece el a convertit-o. Era și rudă a sfintei Flavia Domitilla.

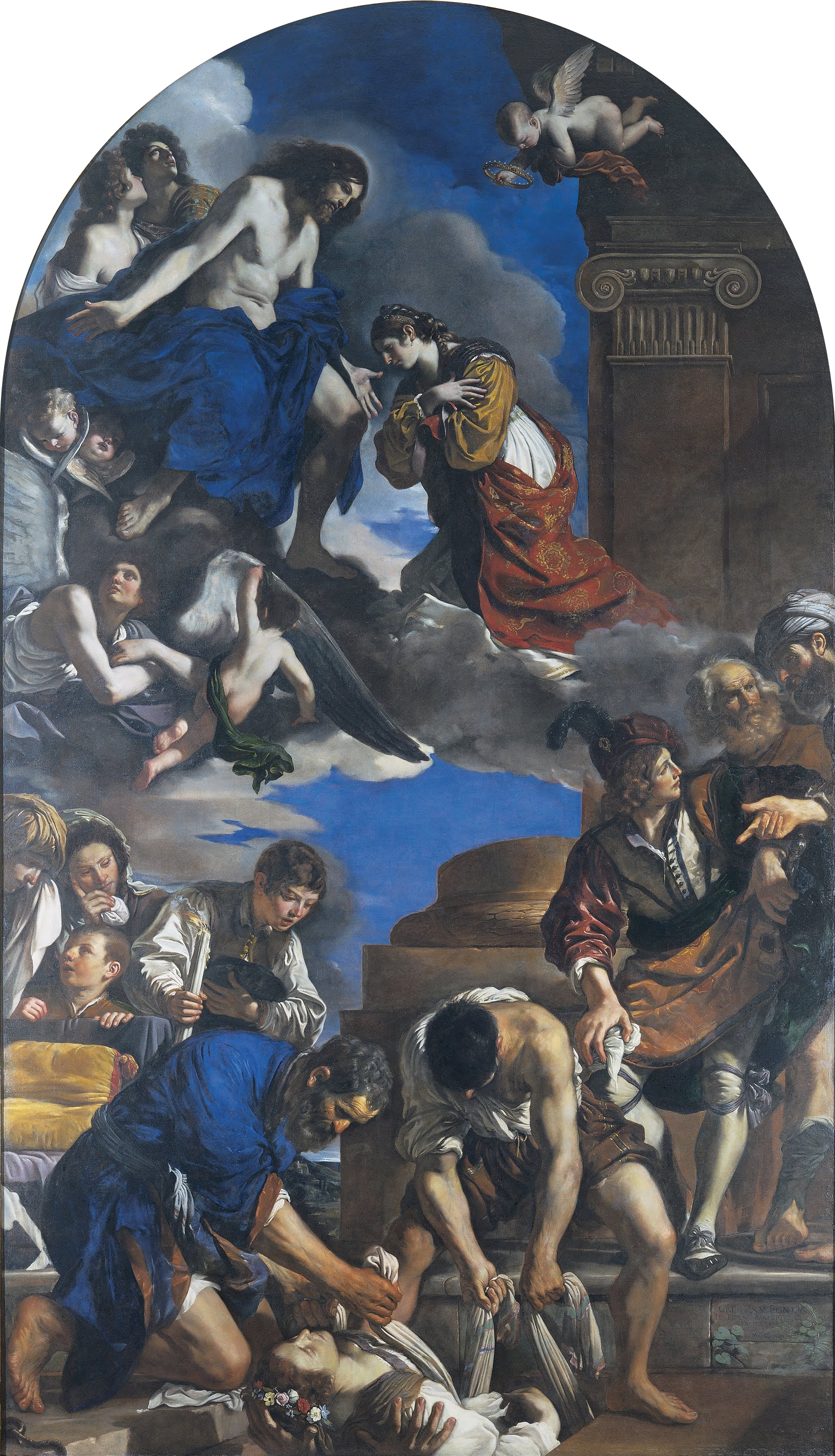
Funeraliile și apoteoza Sfintei Petronilla - pictură de Le Guerchin.